# José María Lasarte
José María Lasarte Arana (San Sebastián, 1912 - 1974) fue un abogado y político del País Vasco, España, militante del nacionalismo vasco.

## Biografía
Militante del Partido Nacionalista Vasco y del sindicato ELA-STV, del que fue asesor jurídico. En su juventud presidió las Juventudes Vascas en San Sebastián. Defendió en juicio a los alcaldes militantes del partido que se enfrentaron al gobierno de la Confederación Española de Derechas Autónomas (CEDA) en 1933, y fue elegido diputado por Guipúzcoa en las elecciones generales de 1936.
Cuando se produjo el golpe de Estado que dio lugar a la Guerra Civil el 18 de julio de 1936, junto con Manuel de Irujo y Telesforo Monzón, se presentaron ante el gobernador civil de Guipúzcoa e hicieron una proclama por la radio poniéndose de parte de la legalidad republicana. También colaboró en la creación del Ejército Vasco (Eusko Gudarostea) en la comandancia de Loyola, y fue uno de los que propuso como comandante a Cándido Saseta Echebarría. En agosto de 1936 fue encargado del servicio de información del Gobierno de Euzkadi y en 1937 fue el representante vasco ante los italianos del Corpo Truppe Volontarie en la rendición de Santoña.
Al acabar la guerra civil marchó al exilio a París, donde organizó el Servicio Secreto Vasco que se puso en contacto con los servicios franceses, visitó las agrupaciones vascas de exiliados de Nueva York y Montevideo, y en 1944 fue uno de los representantes vascos que firmó el pacto Galeusca. En 1945 pronunció un discurso en las Cortes de la República española en el exilio en representación de la minoría vasca, y en octubre de 1947 representó a su partido en el pleno de Esquerra Republicana de Catalunya en Montpellier.
Fue consejero de gobernación del Gobierno de Euzkadi en el exilio (1946-1952) a la muerte de Eliodoro de la Torre, creó la Oficina de Prensa de Euskadi y mantuvo relaciones con la Internacional Demócrata Cristiana. En 1952 dimitió de su cargo y se estableció en Caracas (Venezuela) donde se dedicó al ejercido de la abogacía. A su vuelta del exilio se dedicó a rehacer el PNV y a promover la cultura vasca y las relaciones entre vascos y catalanes.